# Saknad i strid

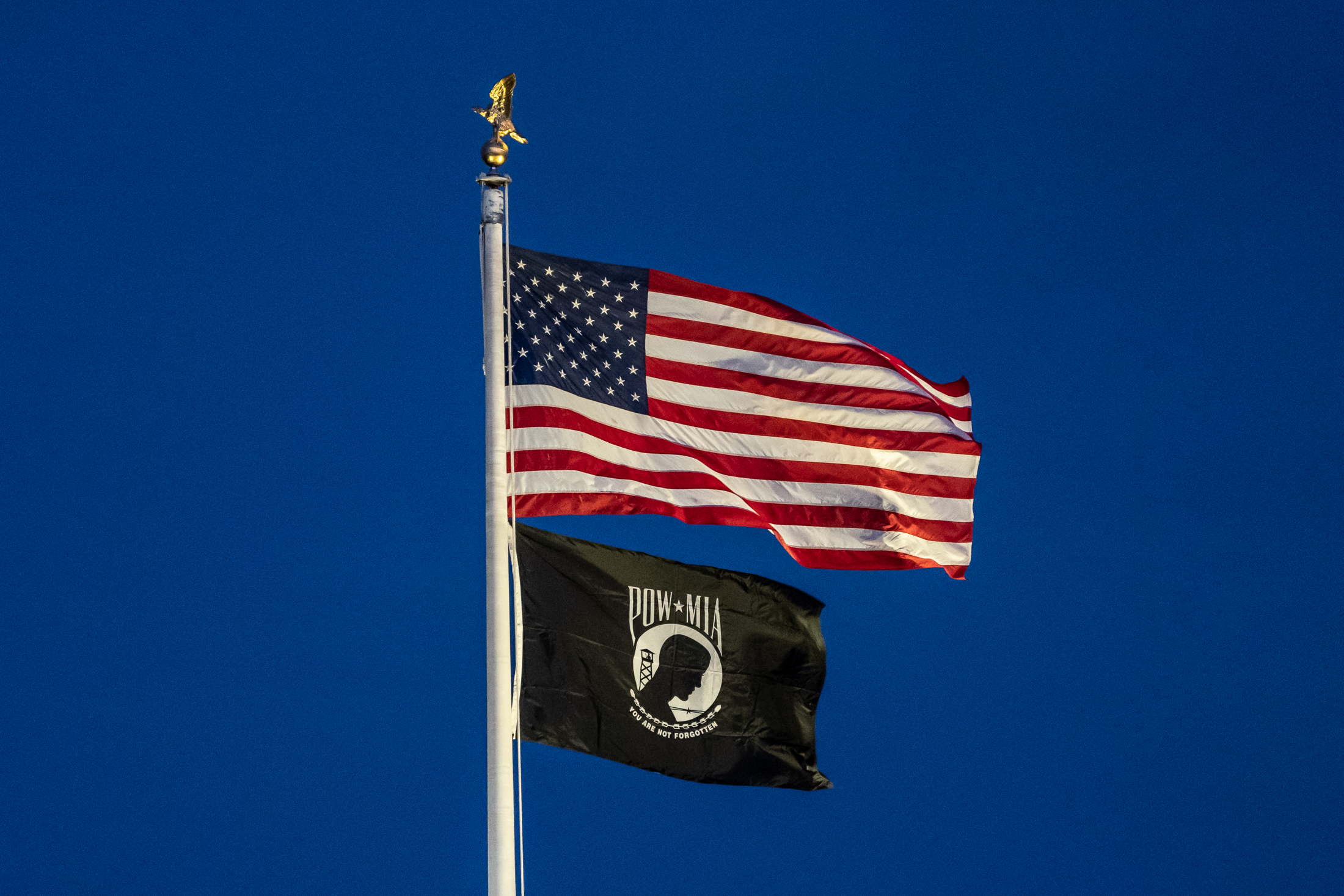
Flaggan i USA som hissas för att hedra både krigsfångar och de som är saknade i strid.

Saknad i strid är den soldat som inte kommer tillbaka från en militär aktion om det inte kan bekräftas att soldaten är död. Uttrycket är en direkt översättning av engelska "missing in action", MIA.